# Winny de Jong
Winny de Jong (Hazerswoude-Rijndijk, 9 oktober 1958) is een voormalig Nederlands politica. Zij zat van 28 mei 2002 tot 30 januari 2003 in de Tweede Kamer voor achtereenvolgens de LPF en (vanaf oktober 2002) de Groep De Jong.

## Biografie
Toen ze vier jaar was, verhuisde De Jong met haar ouders naar Monheim bij Düsseldorf in Duitsland. Ze bleef tot 1989 in West-Duitsland wonen. Eenmaal terug in Nederland begon ze een carrière als fotomodel en actrice. Later werd De Jong hoofd Consument en Kwaliteit van het Centraal Bureau Levensmiddelenhandel (CBL), een functie waarin ze het regelmatig aan de stok kreeg met de boeren in Nederland, onder wie haar latere fractiegenoot Wien van den Brink.
Ze werd voor de LPF op 15 mei 2002 gekozen in de Tweede Kamer, maar kon pas op 28 mei beëdigd worden als lid, omdat ze door de moord op Pim Fortuyn en de verkiezingsstrijd was ingestort. Hierdoor miste ze de verkiezing van de fractievoorzitter. Enkele weken later verklaarde ze in een interview met de Volkskrant dat Pim Fortuyn haar had aangewezen als toekomstige fractievoorzitter. Voormalig fractiegenoot Gerard van As schreef haar in 2007 een bipolaire stoornis toe, wat de oorzaak zou zijn geweest van haar labiele handelen.
Op 1 oktober 2002 stapte ze samen met Cor Eberhard uit de fractie van de LPF, nadat 19 leden van de fractie zich voor haar vertrek hadden uitgesproken: zij deelden haar kritiek op het 'ondemocratische bestuur van de fractie' en de 'onaantastbare positie' van Ferry Hoogendijk niet. De Jong en Eberhard gingen verder onder de naam Groep De Jong, waarvan Winny de Jong fractievoorzitter werd.
Later richtte ze de politieke partij DeConservatieven.nl op. Met deze partij deed ze zonder succes mee aan de Tweede Kamerverkiezingen in januari 2003. Als onderdeel van de verkiezingsstrijd voor het tijdschrift Panorama deed ze een schaars geklede fotoreportage. Daarna had ze een vertaalbureau en trad ze op als adviseur voor Nederlandse bedrijven op de Duitse markt.
- Parlement.com: vg9fgopt2vzv